# Beyond Software
Beyond Software war in den 1980er Jahren ein Videospiel-Publisher im Vereinigten Königreich. Das Unternehmen wurde 1983 von EMAP gegründet und veröffentlichte zahlreiche Titel auf Commodore 64, Dragon 32, ZX Spectrum und Amstrad CPC, hatte aber bis zur Veröffentlichung von Lords of Midnight im Jahr 1984 nur sehr geringen Erfolg. Das Strategiespiel wurde ein Erfolg und ermöglichte Beyond, einen Distributionsvertrag mit den amerikanischen Entwicklern First Star sowie einen Veröffentlichungsvertrag mit dem Entwickler Denton Designs abzuschließen.
Nachdem Beyond Ende 1985 für einen sechsstelligen Betrag von Telecomsoft übernommen worden war, fungierte Beyond weiterhin als Label und veröffentlichte hauptsächlich Spiele, die sich bereits seit einiger Zeit in der Entwicklung befanden, sowie eine Reihe von Konvertierungen bestehender Titel. Telecomsoft hat mit dem Beyond-Label über diese Veröffentlichungen hinaus sehr wenig gemacht. Eine Reihe von hochkarätigen Titeln wie Star Trek: The Rebel Universe landeten bei dem Firebird Label.

## Spiele
| Titel                           | Entwickler                     | Genre            | C64 | ZX Spectrum | Andere Systeme                  | Erstveröffentlichung | Medium            |
| ------------------------------- | ------------------------------ | ---------------- | --- | ----------- | ------------------------------- | -------------------- | ----------------- |
| Goodness Gracious               | Paul Jay                       | Arcade           | C64 | —           |                                 | 1983                 | Datasette         |
| Kriegspiel                      | Ron Potkin                     | Strategie        | —   | —           | Dragon 32                       | 1983                 | Datasette         |
| SS Achilles                     | David Muncer, Simon N. Goodwin | Arcade           | —   | —           | Atari-Heimcomputer              | 1983                 | Floppy            |
| Space Station Zebra             | Pat W. Norris                  | Arcade           | —   | ZX Spectrum |                                 | 1983                 | Datasette         |
| Up Periscope                    | Ron Potkin                     | Strategie        | —   | —           | Dragon 32                       | 1983                 | Datasette         |
| Ankh                            | Datamost Inc.                  | Puzzle           | C64 | —           |                                 | 1984                 | Datasette         |
| Aztec                           | Datamost Inc.                  | Arcade           | C64 | —           |                                 | 1984                 | Datasette         |
| Lords of Midnight               | Mike Singleton                 | Grafik-Adventure | C64 | ZX Spectrum | Amstrad CPC                     | 1984                 | Datasette, Floppy |
| Mr. Robot and his Robot Factory | Datamost Inc.                  | Arcade           | C64 | —           |                                 | 1984                 | Datasette         |
| My Chess II                     | Datamost Inc.                  | Board Game       | C64 | —           |                                 | 1984                 | Datasette, Floppy |
| Psytron                         | Psy-Sci                        | Tactical Combat  | C64 | ZX Spectrum |                                 | 1984                 | Datasette         |
| Spellbound                      | Pat W. Norris                  | Arcade           | —   | ZX Spectrum |                                 | 1984                 | Datasette         |
| Spy vs. Spy                     | First Star Software            | Arcade           | C64 | ZX Spectrum | Amstrad CPC, Atari-Heimcomputer | 1984                 | Datasette         |
| Bounces                         | Denton Designs                 | Arcade           | C64 | ZX Spectrum |                                 | 1985                 | Datasette         |
| Doomdark's Revenge              | Mike Singleton                 | Grafik-Adventure | C64 | ZX Spectrum | Amstrad CPC                     | 1985                 | Datasette         |
| Psi Warrior                     | Psy-Sci                        | Arcade           | C64 | —           |                                 | 1985                 | Datasette         |
| Shadowfire                      | Denton Designs                 | Tactical Combat  | C64 | ZX Spectrum | Amstrad CPC                     | 1985                 | Datasette         |
| Shadowfire Tuner                | Denton Designs                 | Game Editor      | C64 | ZX Spectrum |                                 | 1985                 | Datasette         |
| Sorderon's Shadow               | Nick Eatock, Simon Welland     | Grafik-Adventure | —   | ZX Spectrum |                                 | 1985                 | Datasette         |
| Quake Minus One                 | Mike Singleton, Warren Foulkes | RTS              | C64 | —           |                                 | 1985                 | Datasette         |
| Superman: The Game              | First Star Software            | Arcade/Strategie | C64 | —           |                                 | 1985                 | Datasette         |
| Enigma Force                    | Denton Designs                 | Tactical Combat  | C64 | ZX Spectrum |                                 | 1986                 | Datasette         |
| Dante's Inferno                 | Denton Designs                 | Arcade Adventure | C64 | —           |                                 | 1986                 | Datasette         |
| Infodroid                       | Denton Designs                 | Arcade           | C64 | —           | Amstrad CPC                     | 1986                 | Datasette, Floppy |
| Romper Room                     |                                | Lernspiel        | C64 | ZX Spectrum |                                 | 1986                 | Datasette         |